# Bannikodu, Honnali
Bannikodu là một làng thuộc tehsil Honnali, huyện Davanagere, bang Karnataka, Ấn Độ.